# Tupac: Resurrection
«Tupac: Resurrection» — саундтрек, выпущенный к одноимённому документальному фильму 2003 года. Выход альбома состоялся 11 ноября 2003 года на лейбле Amaru Entertainment. Сборник содержит как уже выпущенные песни Тупака («Death Around the Corner» с альбома «Me Against the World», «Secretz of War» с «Still I Rise», «Holler If Ya Hear Me» с «Strictly 4 My N.I.G.G.A.Z.» и «Rebel of the Underground» с альбома «2Pacalypse Now»), так и ранее неизданные, спродюсированные в современном стиле («Ghost», «One Day at a Time» и «Runnin’ (Dying to Live)»).
Главным исполнительным продюсером альбома стал Eminem. Альбом стартовал на второй строчке чарта Billboard 200 и был продан в количестве 420 000 копий на первой неделе.
Заключительный трек альбома — «The Realist Killaz», записанный совместно с рэпером 50 Cent, является дисс-треком на рэпера Ja Rule.

## Список композиций
| №   | Название                                                          | Продюсер(ы)           | Длительность |
| --- | ----------------------------------------------------------------- | --------------------- | ------------ |
| 1.  | «Intro»                                                           |                       | 0:05         |
| 2.  | «Ghost»                                                           | Eminem                | 4:17         |
| 3.  | «One Day at a Time (Em's Version)» (при участии Eminem и Outlawz) | Eminem                | 3:44         |
| 4.  | «Death Around the Corner»                                         | Johnny "J"            | 4:07         |
| 5.  | «Secretz of War» (при участии Outlawz)                            | Johnny "J"            | 4:13         |
| 6.  | «Runnin' (Dying to Live)» (при участии The Notorious B.I.G.)      | Eminem                | 3:51         |
| 7.  | «Holler If Ya Hear Me»                                            | Stretch               | 4:38         |
| 8.  | «Starin' Through My Rear View» (при участии Outlawz)              | Makaveli, Hurt M Badd | 5:11         |
| 9.  | «Bury Me a G» (при участии Thug Life)                             | Thug Music            | 5:00         |
| 10. | «Same Song» (при участии Digital Underground)                     | Shock G               | 3:57         |
| 11. | «Panther Power» (при участии Tyson)                               |                       | 4:36         |
| 12. | «Str8 Ballin'»                                                    | Easy Mo Bee           | 5:04         |
| 13. | «Rebel of the Underground»                                        | Shock G               | 3:17         |
| 14. | «The Realist Killaz» (при участии 50 Cent)                        | Red Spyda             | 2:59         |